# قرون وسطای متأخر
| | | |
| اروپای غربی/مرکزی امپراتوری مقدس روم پادشاهی فرانسه گسکونی پادشاهی بوهم اروپای شرقی شوالیه‌های تتونیک اردوی زرین خراج‌گزاران اردوی زرین فئودوسیا پادشاهی روتینیا پادشاهی لهستان دوک‌نشین مازووی والاچیا پادشاهی مجارستان و کرواسی دوک‌نشین بزرگ لیتوانی شبه‌جزیرهٔ ایتالیا پادشاهی دو سیسیل پادشاهی ناپولی ایالات پاپی پادشاهی ساردنی جمهوری ونیز جمهوری ژنو | شبه‌جزیرهٔ ایبری تاج‌وتخت آراگون پادشاهی مایورکا پادشاهی پرتغال پادشاهی کاستیا پادشاهی ناوار امیرنشین غرناطه اسکاندیناوی پادشاهی دانمارک ایسلند نروژ سوئد جزایر بریتانیا پادشاهی انگلستان ایرلند پادشاهی اسکاتلند | بالکان/خاور میانه شاهزاده‌نشین آخا دوک‌نشین آتن امپراتوری روم شرقی سلطنت مملوک پادشاهی صربستان ملوک‌الطوائف ترکمن کرت شوالیه‌های مهمان‌نواز پادشاهی بلغارستان پادشاهی قبرس ایلخانان پادشاهی متحد گرجستان امپراتوری ترابوزان شمال آفریقا مرینیان بنو زیان حفصیان |

سده‌های میانی پایانی یا اواخر قرون وسطی دوره‌ای از تاریخ است که به‌طور کلی سده‌های چهاردهم و پانزدهم میلادی را شامل می‌شود. کاربرد این عبارت به منظور ارائهٔ گروه‌بندی کرانه‌دارتری از پیشامدها، شخصیت‌ها، و موقعیت‌ها به گونهٔ نمایان‌تری از دسته‌بندی سنتی و کلی «قرون وسطی» به وجود آمده‌است.
سده‌های میانی پایانی به دنبال سده‌های میانی میانه و پیش از شروع بخش آغازین دوران نوین و آغاز رنسانس قرار دارد.
در اروپا حوالی سال ۱۳۰۰ میلادی، رفاه و رشدی که در طول چندین سده ادامه داشت به یک‌باره متوقف شد. مجموعه‌ای از فجایع گوناگون مانند قحطی و طاعون، از جمله قحطی بزرگ ۱۳۱۵-۱۳۱۷ و مرگ سیاه، جمعیت اروپا را به حدود نیمی از آنچه که پیش از آن بود، کاهش داد. همراه با کاهش جمعیت، ناآرامی‌های اجتماعی و جنگ‌های داخلی بالا گرفت. فرانسه و انگلستان هر دو با قیام جدی دهقانان، و شورش خرده‌کشاورزان روبرو بودند و بیش از یک سده متناوباً جنگ صد ساله را تجربه کردند. علاوه بر این دشواری‌ها و بسیاری از مشکلات دیگر در این دوره، همبستگی کلیسای کاتولیک نیز با بروز دو دستگی غرب در هم شکسته شد. در مجموع، این حوادث در تاریخ اروپا بحران اواخر قرون وسطی نام گرفته‌است.
با وجود این بحران‌ها، سدهٔ چهاردهم میلادی زمان پیشرفت‌های بزرگی در هنر و علوم بود. به دنبالِ بازگشتِ علاقه به بررسی متون یونان و روم باستان که زمینه‌های آن در سده‌های میانی میانه بالا گرفته بود، رنسانس ایتالیا آغاز شد. درک متون لاتین قبل از رنسانس سده دوازدهم از طریق تماس با اعراب در زمان جنگ‌های صلیبی آغاز شده بود اما در دسترس بودن متون مهم یونانی با فتح قسطنطنیه توسط ترکان عثمانی، شتاب بیشتری گرفت زیرا بسیاری از دانشمندان بیزانس ناچار به پناهندگی به غرب و به ویژه ایتالیا شدند.
همراه با هجوم ایده‌های کلاسیک، گسترش صنعت چاپ انتشار کلام را تسهیل و یادگیری را دموکراتیک کرد. این دو چیز، بعدها سبب شد که اصلاحات پروتستان در سطح اروپا مطرح شود. در اواخر این دوره، دوره‌ای از کشف‌ها آغاز شد که به عنوان عصر کاوش معروف شد. ظهور امپراتوری عثمانی، که با سقوط قسطنطنیه در سال ۱۴۵۳ به اوج خود رسیده بود، باعث نابودی آخرین بازمانده‌های امپراتوری بیزانس و عدم امکان ادامهٔ هرگونه تجارت با شرق شد. اروپایی‌ها ناچار گردیدند که به دنبال مسیرهای تجاری تازه‌ای باشند، این نهایتاً منجر به سفر کلمبوس به قاره آمریکا در سال ۱۴۹۲، و دور کرهٔ زمین گشتن واسکو دو گامای پرتقالی در رسیدن به شبه‌قاره هند و آفریقا در ۱۴۹۸ شد. یافته‌های نو این دو نفر پایه‌های اقتصادی و توان‌مندی کشورهای اروپایی را تقویت کرد.
دگرگونی‌هایی که این پیشرفت‌ها به ارمغان آوردند سبب شده که بسیاری از محققان به این دوره، به عنوان دورهٔ پایان سده‌های میانی (قرون وسطی) بنگرند، و آن را آغاز تاریخ نوین و نیز آغاز سده‌های نوین اروپا بدانند. با این حال، این بخش‌بندی را تا حدودی می‌توان نادرست خواند، زیرا یادگیری‌های متون باستانی هرگز به‌طور کامل از جامعهٔ اروپا به‌طور کامل ناپدید نشده بود. به عنوان یک نتیجه و بنا بر برانگاشت پیوستگی (فرضیهٔ استمرار)، این «پیوستگی توسعه» بین عصر باستان (از طریق باستان کلاسیک) و عصر مدرن وجود دارد. برخی از مورخان، به ویژه در ایتالیا، ترجیح می‌دهند و می‌گویند که به کلی از «اواخر قرون وسطی» نباید سخن گفت، بلکه دورهٔ میانی میانه راگذار از سده‌های میانه به رنسانس و دوران مدرن می‌دانند.

## تاریخ‌نگاری و دوره‌بندی
اصطلاح «سده‌های میانی پایانی» اشاره به یکی از سه دورهٔ: سده‌های میانی، همراه با سده‌های میانی آغازین و سده‌های میانی پایانی دارد. لئوناردو برونی (لئوناردو ارتینو) نخستین تاریخ‌نگاری‌است که به دوره‌بندی سه‌گانه در تاریخچهٔ «تارخ مردم فلورانس» (۱۴۴۲) استفاده کرده‌است. فلاویو بیوندو نیز در یک چارچوب مشابه در «دهه‌هایی از تاریخ زوال امپراتوری روم (۱۴۳۹–۱۴۵۳)» از این روش استفاده کرده‌است. دوره‌بندی سه‌گانه پس از آنکه مورخ آلمانی کریستف سلاریو تاریخ جهانی تقسیم به یک «دوره باستان، میانی، دوران نو» را در (۱۶۸۳) منتشر کرد به یک استاندارد تبدیل گردید.
برای مورخان سدهٔ ۱۸، که سده‌های ۱۴ و ۱۵ را بررسی کرده‌اند، موضوع مرکزی رنسانس که با کشف دوبارهٔ آن یادگیری‌های باستانی و شکوفایی روحیهٔ فردی بود. کانون این بازیابی در ایتالیا نهفته است، که در آن، و آن‌گونه که یاکوب بورکهارت می‌نویسد:. «فرد انسان روحیهٔ فردی یافت و خود را به این نام شناخت». این گزاره بعد به چالش کشیده شد، و آن استدلال شده بود که سدهٔ دوازدهم دورهٔ پربارتر، با دستاورد فرهنگی بیشتری بود.

## پیشینه
در سده‌های ۱۴ و ۱۵، محدوده‌های اروپای مسیحی هنوز به گونهٔ روشنی تعریف‌پذیر نبود. در حالی که قلمرو دوک‌نشین بزرگ مسکو شروع به پس زدن مغولان کرده‌بود، و پادشاهی‌های ایبری کوشش‌های مربوط به بازپس‌گیری آندلس را به پایان رسانده و نگاهشان متوجه به بیرون از شبه‌جزیره شده بود، با سقوط شبه‌جزیرهٔ بالکان این منطقه زیر سلطهٔ امپراتوری عثمانی قرار گرفت. در همین حال، دیگر ملت‌های باقی ماندهٔ قاره، در گیر و دار جنگ بین‌المللی یا داخلی، و تقریباً به گونه‌ای ماندگار و پایدار قفل شده‌بودند.
این وضعیت به تدریج جای خود را به تحکیم و اتحاد قدرت‌های مرکزی داد و به ظهور و تشکیل نظام دولت ملت انجامید. نیازهای سنگین مالی جنگ ضرورت افزایش مالیات‌ها را به وجود آورد، و در نتیجه پیدایش نهادهای نمایندگی؛ که مهمترین آن‌ها پارلمان انگلیسی است شد. کاهش مقام پاپ، و بالا گرفتن دو دستگی غرب، و آمدنِ اصلاحات پروتستانی به رشد اقتدار بیشترِ نظام‌های سکولار کمک کرد.

### شمال اروپا
پس از اتحاد شکست خوردهٔ ۱۳۱۹–۱۳۶۵ سوئد و نروژ، اتحاد کالمار از سوی اسکاندیناوی خواهان (پان‌سکاندیناویست‌ها) در ۱۳۹۷ پایه‌ریزی شد. [18] سوئدی‌ها در این پیمان از آغاز عضو بی‌تمایل آن بودند؛ اتحادی که از آغاز زیر سلطه و نفوذ دانمارکی‌ها برقرار می‌شد. در تلاش برای مجبور کردن سوئدی‌ها، کریستیان دوم پادشاه مسیحی دانمارک، تعداد زیادی از اشراف سوئدی را (به روایتی) در واقعهٔ حمام خون استکهلم ۱۵۲۰ کشت. این راه‌حل، تنها به درگیری‌های بیشتری منجر شد، و سوئد در سال ۱۵۲۳ برای همیشه اتحاد کالمار را ترک کرد. از سوی دیگر، نروژ به عنوان یک عضو درجه دوم با دانمارک تا اوایل سدهٔ نوزدهم (۱۸۱۴) متحد باقی ماند.
ایسلند، که از انزوای نسبی بهره‌مند بود، در رابطه با اپیدمی مرگ سیاه، آخرین کشور اسکاندیناوی مواجه با این بیماری بود. در همین حال، مستعمره نورس در گرینلند به کلی از میان رفت، شاید این به دلیل دگرگونی شرایط آب و هوایی شدید در سدهٔ ۱۵ بوده‌است. عصر یخبندان کوچک حدود سال ۱۲۵۰ میلادی آغاز شد و تا اواسط سدهٔ نوزدهم ادامه یافت.

### شمال غربی اروپا
مرگ الکساندر سوم پادشاه اسکاتلند در سال ۱۲۸۶ این کشور را در یک بحران جانشینی گرفتار ساخت. از پادشاه انگلستان، ادوارد یکم، درخواست شد که در این باره داوری (حکمیت) کند. ادوارد ادعا کرد که حاکمیت اسکاتلند از آن خود او است، که این ادعا منجر به جنگ‌های استقلال اسکاتلند شد. انگلیسی‌ها در نهایت شکست خوردند، و اسکاتلندی‌ها موفق به ایجاد دولت نیرومندتری در پادشاهی دودمان استوارت شدند.
از ۱۳۳۷، توجه انگلستان بیشتر نسبت به فرانسه و به جنگ صد ساله مشغول بود. پیروزی هنری پنجم در نبرد آزینکورت در ۱۴۱۵ موقتاً راه را برای اتحاد دو پادشاهی هموار کرد، اما پسرش هنری ششم به زودی تمام دستاوردهای پیشین را برباد داد. از دست دادن فرانسه به نارضایتی داخلی منجر شد. به زودی پس از پایان جنگ در سال ۱۴۵۳، مبارزهٔ خاندان‌ها بر سر مقام پادشاهی انگلستان که جنگ رزها (۱۴۵۵–۱۴۸۵) نام گرفته آغاز شد، سلسله‌های رقیب از خاندان لنکستر و خاندان یورک بودند.
جنگ با پیوستن هنری هفتم (انگلستان) از خانوادهٔ سلطنتی تیودور؛ که کارهای آغاز شده توسط پادشاهان یورک را در ساختن یک سلطنت مرکزی نیرومند ادامه داد، به پایان رسید.

### غرب اروپا

فرانسه در سده‌های میانی پایانی: آمیزه‌ای از سرزمین‌های فئودالی

خاندان فرانسوی والوا، که در پی دودمان کاپتی در ۱۳۲۸ بر سر کار آمدند، آن‌ها در آغاز در کشور خود به حاشیه رانده شده بودند، نخست توسط نیروهای مهاجم انگلیسی در جنگ صد ساله، و سپس از سوی قلمرو دوک‌نشین قدرتمند بورگونی در تنگنا بودند. ظهور ژان‌دارک به عنوان یک رهبر نظامی این دوره جنگ را به نفع فرانسه تغییر داد و ابتکار عمل بیشتری در پی آن توسط پادشاه لویی یازدهم انجام گرفت.
در همین حال، چارلز مارتین، دوک بورگوندی، در تلاش خود برای تحکیم قلمرو خود با مقاومت روبرو شد، به ویژه از سوی کنفدراسیون سوئیس که در ۱۲۹۱ تشکیل شده بود. هنگامی که چارلز در جنگ بورگوندی در نبرد نانسی در سال ۱۴۷۷ کشته شد، قلمرو دوک بورگوندی، به فرانسه بازگردانده شد. در همان هنگام، استان بورگونی، به امپراتوری مقدس روم؛ که در آن زمان در کنترل هابسبورگ، پیوست و توان‌گرانِ بورگونی هلند نیز به آنجا مهاجرت کردند که زمینه‌ساز کشمکش‌ها و برخوردهای دامنه‌داری در سده‌های آینده گردید.

### جنوب غربی اروپا

مینیاتور عثمانی محاصره بلگراد

اوینیون مقر مقام پاپ از ۱۳۰۹ تا ۱۳۷۶ بود. با بازگشت پاپ به رم در سال ۱۳۷۸، دولت پاپی به یک قدرت بزرگ سکولار توسعه یافته تبدیل شد، و در زمان پاپیِ از نظر اخلاقی فاسدِ پاپ الکساندر ششم، به اوج خود رسید. فلورانس شهرت بزرگی در میان دولت‌شهر‌های ایتالیایی، از طریق بازرگانی و کسب و کارها و امور مالی پیدا کرد و نیز توسط خانوادهٔ با نفوذ مدیچی که با حمایت خود از هنر، مروج و مبَلغ مهم رنسانس در آنجا بودند تبدیل شد. دیگر دولت‌شهرها در شمال ایتالیا نیز قلمرو خود را گسترش دادند و قدرت خود را تثبیت کردند، میلان و ونیز در صدر این‌گونه شهرها قرار گرفتند. جنگ نماز مغرب سیسیلی در اوایل سدهٔ ۱۴ جنوب ایتالیا را به آراگون پادشاهی سیسیل و آنژو پادشاهی ناپل تقسیم کرد. در ۱۴۴۲، دو پادشاهی به گونهٔ مؤثری زیر کنترل آراگونی متحد شدند.

### جامعهٔ اروپایی سده‌های میانی پایانی

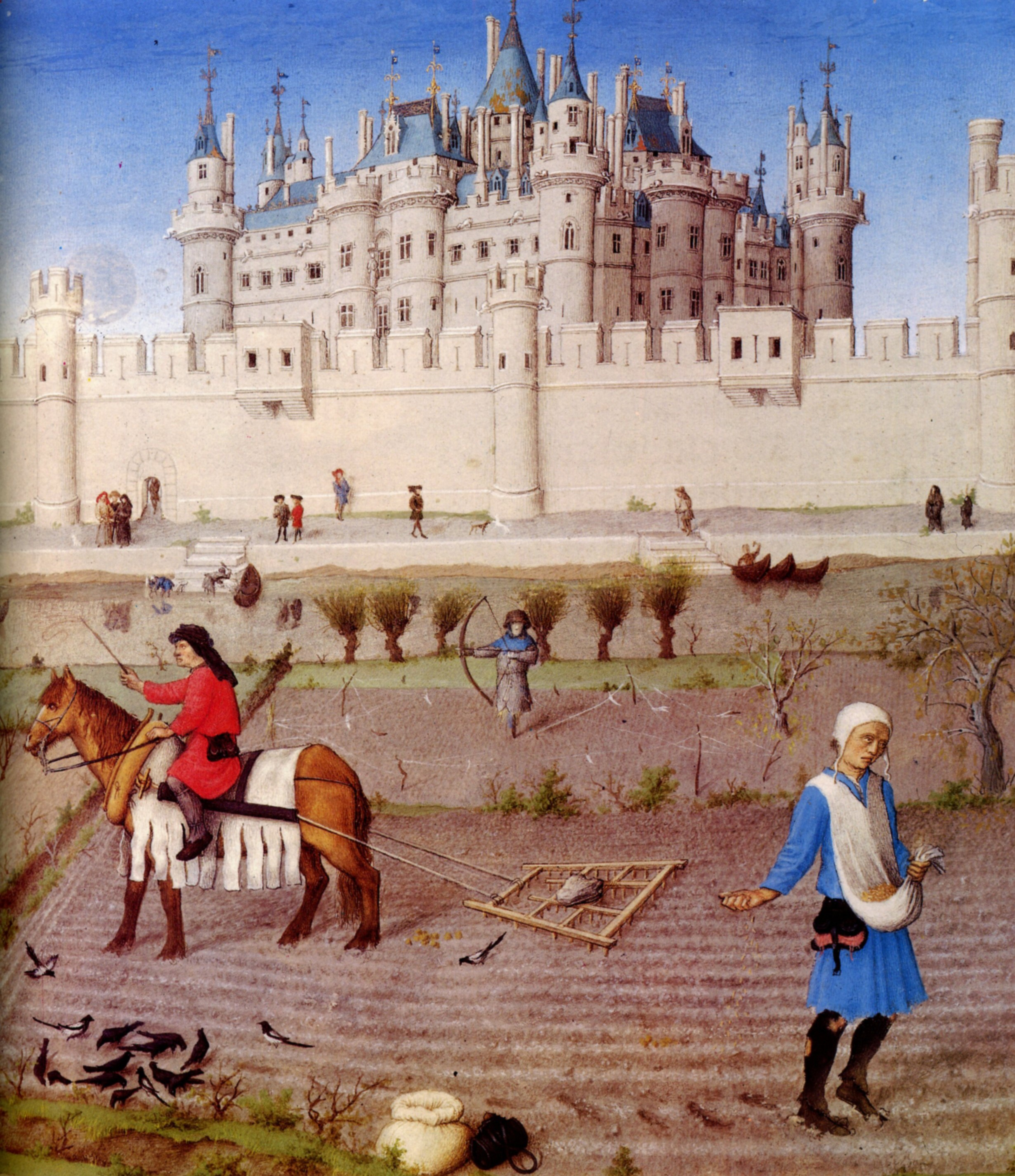
خرده‌دهقان‌پیشگان زمین را با شخم و کلوخ‌شکن و ایجاد خراش برای زمستان و کاشت دانه‌های زمستانی آماده می‌کنند. در پس زمینه موزه لوور دیده می‌شود. (۱۴۱۰)

پیرامون سال‌های ۱۳۰۰–۱۳۵۰ دوره گرم سده‌های میانی جای خود را به عصر یخبندان کوچک داد. آب و هوای سردتر سبب پدید آمدن بحران در امور کشاورزی گردید. اولین قحطی بزرگ شناخته شده در سال‌های ۱۳۱۵–۱۳۱۷ به نام قحطی بزرگ ۱۷–۱۳۱۵ شناخته شده‌است. عواقب جمعیتی این قحطی، با این حال، آسیب‌های آن به اندازهٔ بلاهایی که بعدها در این سده، به ویژه مرگ سیاه رخ داده‌است نیست. برآورد میزان مرگ و میر ناشی از این اپیدمی در بازهٔ زمانی آن، از یک سوم تا شصت درصد جمعیت است. تا سال ۱۴۲۰، روی‌هم‌رفتهٔ تأثیر تکرار آفت‌ها و قحطی جمعیت اروپا را شاید به جمعیتی که بیشتر از یک سوم سدهٔ پیش نبود کاهش داد. اثرات بلایای طبیعی با درگیری‌های مسلحانه، تشدید می‌شد. این عامل به ویژه در مورد فرانسه در طول جنگ صد ساله تأثیرگذار است.

## نگارخانه

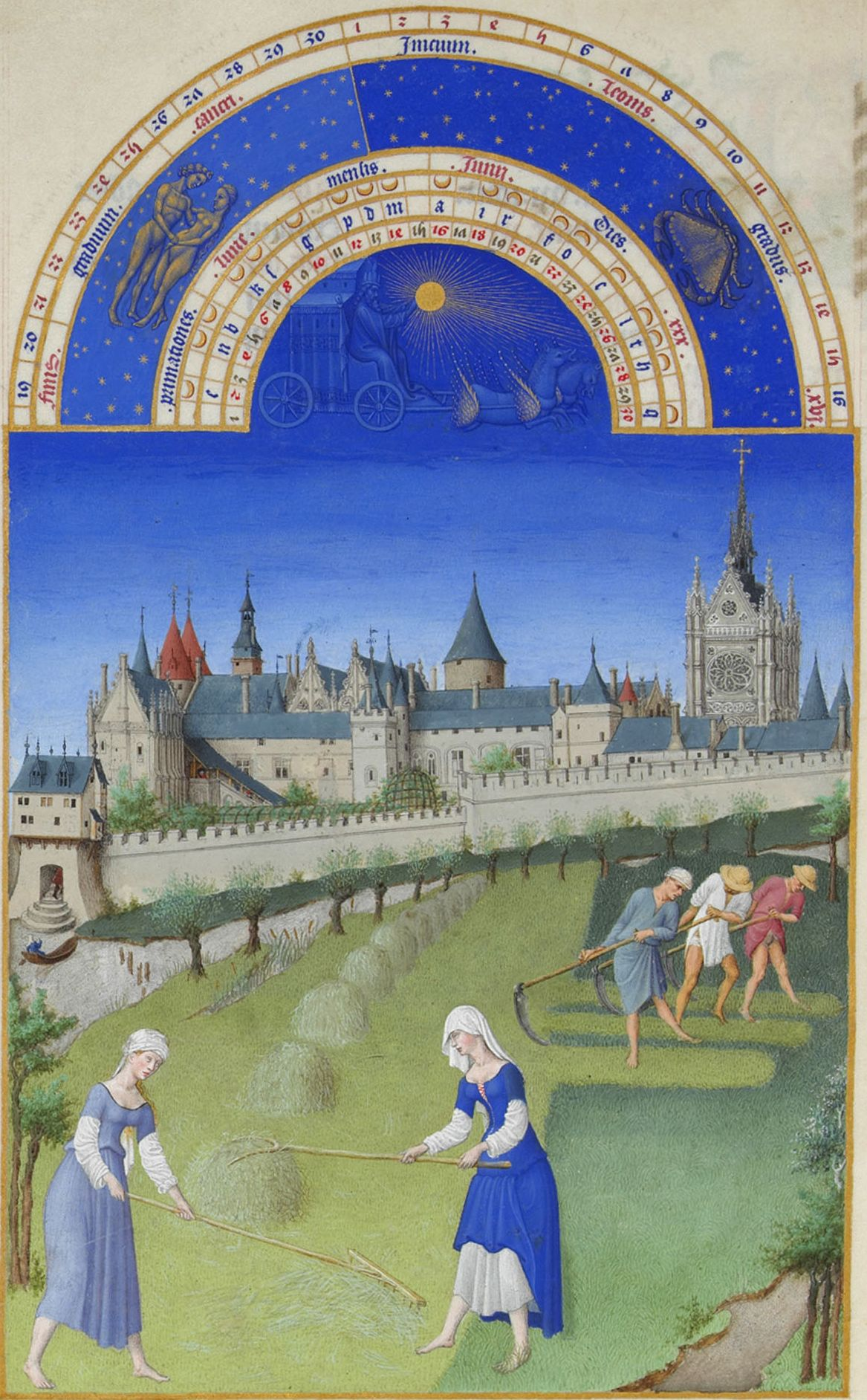
خرده‌دهقان‌پیشگان در مزرعه ساعات خوش دوک دوبری.
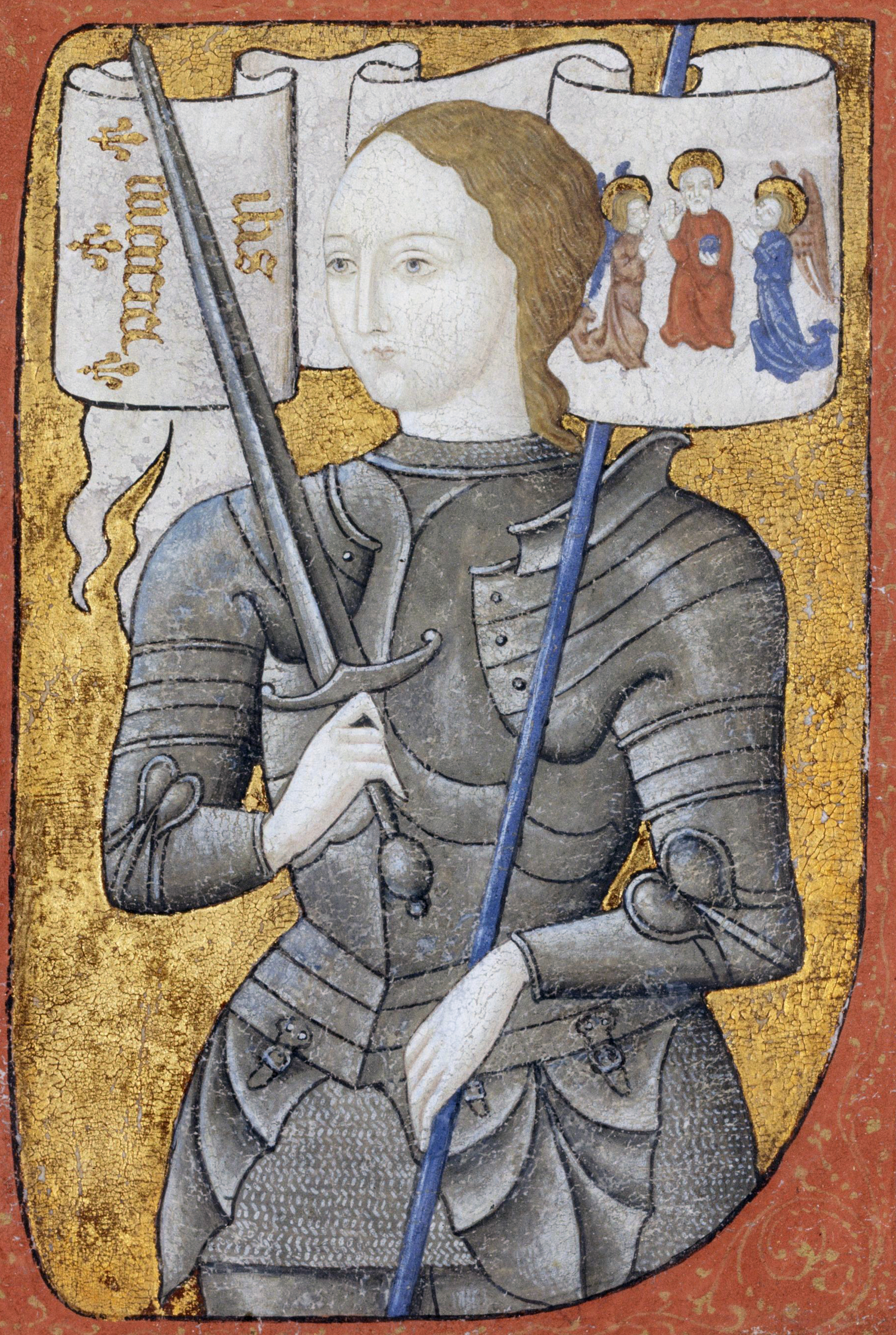
Joan of Arc (Hundred Years' War)
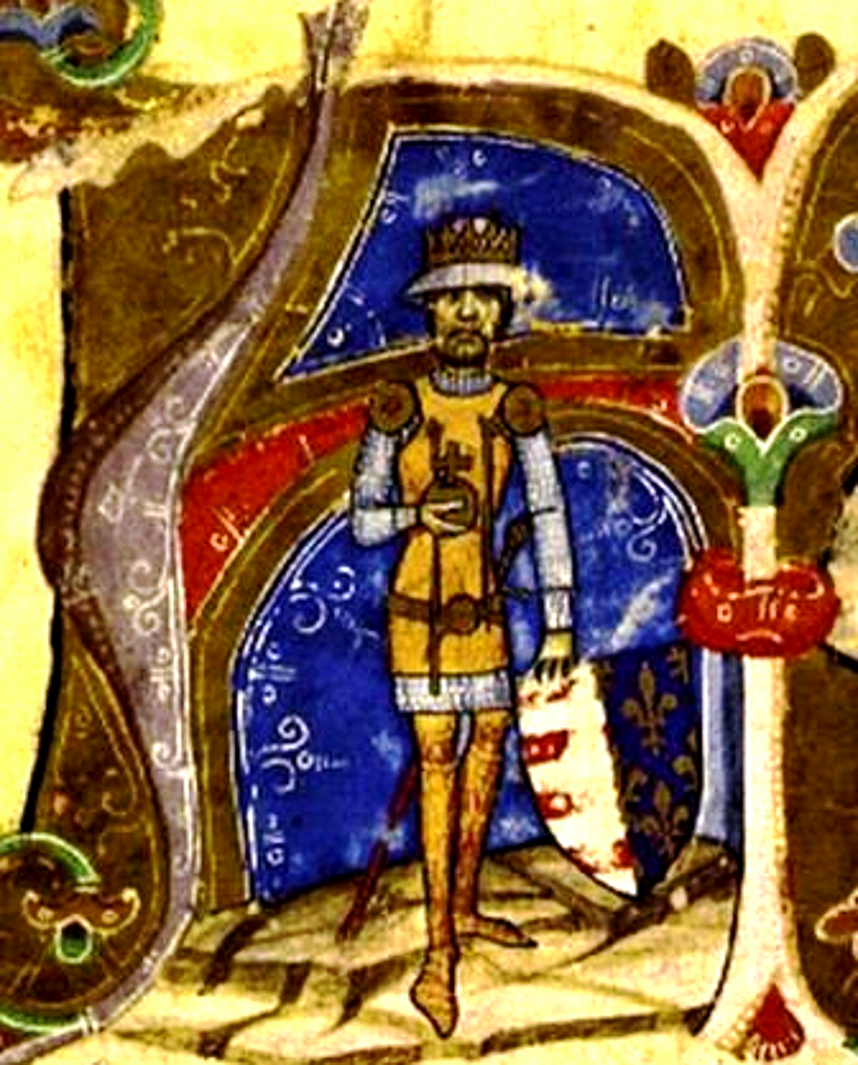
Charles I of Hungary (Kingdom of Hungary)
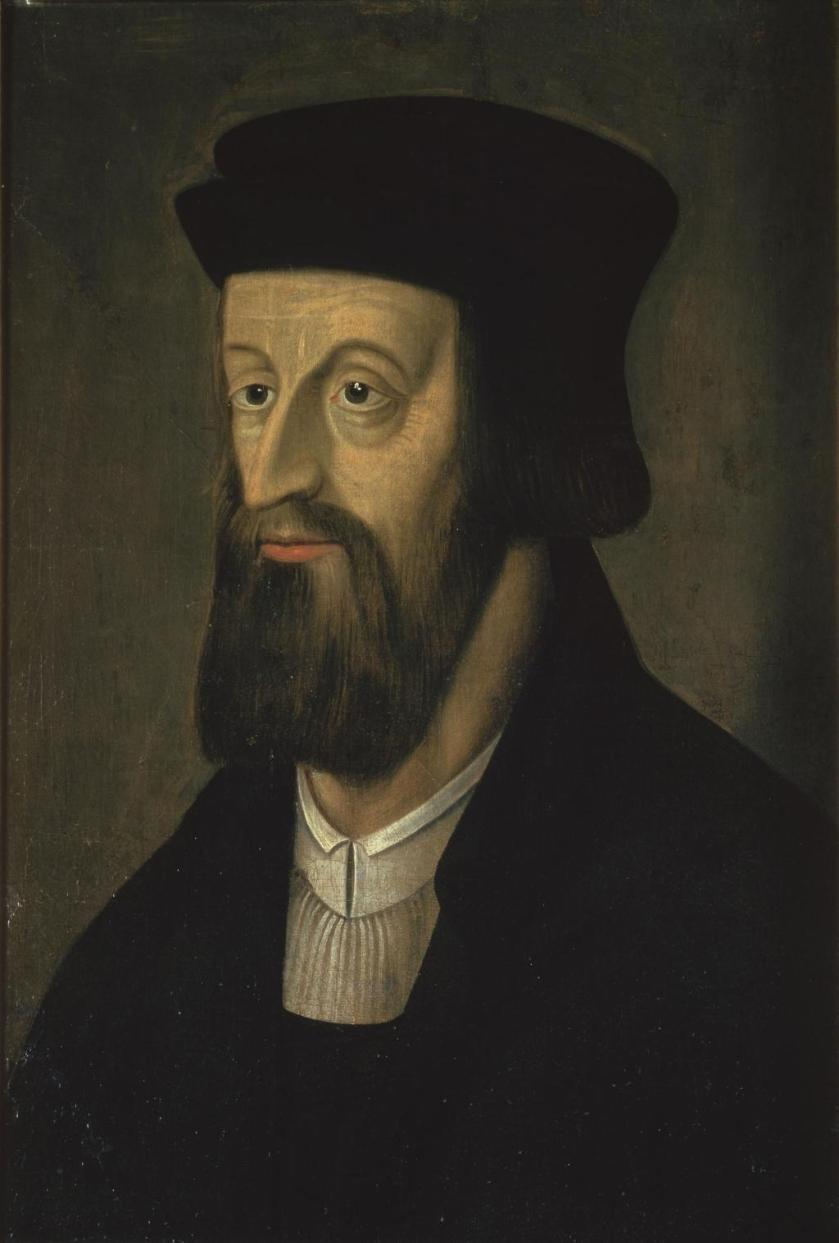
Jan Hus
(Protestant Reformation)